# Проявино (Ситьковское сельское поселение)
Проявино — деревня в Велижском районе Смоленской области России. Входит в состав Ситьковского сельского поселения. Население — 18 жителей (2007). 
Расположена в северо-западной части области в 9 км к северо-востоку от Велижа, в 11 км севернее автодороги Р133 Смоленск — Невель. В 82 км южнее деревни расположена железнодорожная станция Рудня на линии Смоленск — Витебск. 

## История
В годы Великой Отечественной войны деревня была оккупирована гитлеровскими войсками в июле 1941 года, освобождена в сентябре 1943 года. 